# Guerra Fria (1962–1979)

Mapa mundial das alianças em 1980.

A Guerra Fria entre 1962 e 1979 refere-se a uma fase dentro do período da Guerra Fria que durou entre o rescaldo da Crise dos Mísseis Cubanos no final de outubro de 1962, através do período da Détente com o início em 1969, até o seu fim em 1979.
Os Estados Unidos mantiveram o seu compromisso com a Guerra Fria com a União Soviética durante o período, apesar de preocupações internas com o assassinato de John F. Kennedy, o Movimento pelos Direitos Civis e o movimento antiguerra da Guerra do Vietnã.
Em 1968, o membro do Bloco Oriental, a Tchecoslováquia tentou reformas e posteriormente foi invadida pela União Soviética e os membros do Pacto de Varsóvia, esmagando as reformas. Em 1973, os EUA haviam se retirado da Guerra do Vietnã. Enquanto os comunistas ganharam o poder em alguns países do Sudeste Asiático, mas foram divididos pela Ruptura sino-soviética, com a China se aproximando ao campo ocidental, seguindo a visita do ex-presidente dos EUA, Richard Nixon à China. Na década de 1960 e 1970, o Terceiro Mundo era cada vez mais dividido entre os governos apoiados pelos soviéticos (como Líbia e Síria), os governos apoiados pelo Ocidente (como Arábia Saudita), e um campo crescente de nações não-alinhadas.
Os soviéticos e outras economias do Bloco Oriental continuaram estagnadas. A inflação mundial ocorreu após a Crise do petróleo em 1973.

## Terceiro Mundo e o não-alinhamento nas décadas de 1960 e 1970

### Descolonização
As necessidades econômicas dos Estados do Terceiro Mundo os tornava vulneráveis a influências estrangeiras e pressões. Os recursos tão necessários para o desenvolvimento econômico vieram através de laços econômicos e comerciais com as potências ocidentais e da União Soviética, que  competiam entre si para captar apoio político dos países recém-independentes. Apoiando os projetos de desenvolvimento, os governos procuraram empréstimos e assistência técnica das grandes potências, muitas das quais eram seus antigos senhores coloniais. Enquanto procuravam estes laços, os países emergentes procuraram se liberar do domínio das principais nações industrializadas.

### As alianças do Terceiro Mundo
Alguns Estados subdesenvolvidos elaboraram um estratégia que transformou a Guerra Fria em que eles chamavam de "confrontação criativa", jogando fora os participantes do período, em proveito próprio, mantendo seu status não-alinhado. A política diplomática de não-alinhamento considerava a Guerra Fria como uma faceta trágica e frustrante dos assuntos internacionais. O não-alinhamento declarava que a coexistência pacífica com as nações do Primeiro e Segundo Mundo era tão preferível quanto possível. Jawaharlal Nehru viu o neutralismo como um meio de forjar uma "terceira força" entre as nações não-alinhadas, tanto quanto Charles de Gaulle tentou fazer com a Europa na década de 1960. O líder egípcio Gamal Abdel Nasser manobrou habilmente entre os Estados Unidos, Canadá, Itália, Portugal, Espanha, Japão, China e países do Leste em busca de seus objetivos.
O primeiro esforço como tal ocorreu na Conferência de Relações Asiáticas, realizada em Nova Délhi em 1947, que havia prometido apoio para todos os movimentos nacionais contra a dominação colonial e explorou os problemas básicos dos povos asiáticos. Talvez o conclave mais famoso do mundo foi a Terceira Conferência de Bandung de nações africanas e asiáticas em 1955 para discutir interesses mútuos e estratégia, que levaram a criação do Movimento dos Países Não-Alinhados em 1961. A conferência contou com 29 países que representam mais da metade da população do mundo. Em Nova Délhi, o anti-imperialismo, desenvolvimento econômico, cultural e de cooperação foram os temas principais.
Houve um forte impulso no Terceiro Mundo para garantir uma voz nos conselhos das nações, especialmente na Organização das Nações Unidas, e receberem o reconhecimento de seu novo status soberano. Em todas as nações do Terceiro Mundo, os padrões de vida eram extremamente baixos. E enquanto alguns, como a Índia, Nigéria e Indonésia se tornavam grandes potências, outros eram tão pequenos e miseráveis, que a promessa de uma viabilidade econômica potencial era quase nula.
Inicialmente a Assembleia Geral da ONU possuía uma lista de 51 membros, em 1970, este número havia aumentado para 126. A dominância de membros ocidentais caiu para 40% dos membros, com os Estados afro-asiàticos mantendo o equilíbrio de poder. As fileiras da Assembleia Geral incharam rapidamente com as ex-colônias que haviam conquistado a independência, formando assim um bloco eleitoral substancial com os membros da América Latina. O sentimento anti-imperialista reforçado pelo Oriente, eram muitas vezes traduzidas como posições antiocidentais, mas a agenda principal entre os países não-alinhados era garantir a aprovação de medidas de assistência social e econômica. Se uma das duas superpotências se recusava a financiar tais programas, muitas vezes eram prejudicadas pela eficácia da coalizão não-alinhada.

### A Revolução Cubana e a Crise dos Mísseis Cubanos
Os anos entre a Revolução Cubana em 1959 e os tratados de controle de armas da década de 1970 marcaram os esforços crescentes dos Estados Unidos e União Soviética para manter o controle sobre suas esferas de influência. O ex-presidente dos EUA, Lyndon B. Johnson desembarcou 22.000 soldados na República Dominicana em 1965, alegando que era para evitar o surgimento de outra Revolução Cubana. Embora o período de 1962 até a Détente não houvesse nenhum incidente tão perigoso quanto a Crise dos Mísseis Cubanos, houve uma crescente perda de legitimidade e de boa vontade em todo o mundo, até mesmo para os principais participantes da Guerra Fria.

## Invasão da Tchecoslováquia em 1968

Mapa do Bloco Oriental, e dos países alinhados ocidentais durante a Guerra Fria.

Um período de liberalização política ocorreu em 1968 em um país do Bloco Oriental, a Tchecoslováquia, chamado de Primavera de Praga. O evento foi estimulado por vários outros eventos, incluindo reformas econômicas para sair de uma recessão no início da década de 1960. Em abril, do mesmo ano o líder checoslovaco, Alexander Dubček lançou um programa de liberalizações chamado "Programa de Ação", que incluía uma crescente liberdade de imprensa, liberdade de expressão e liberdade de movimento, juntamente com uma ênfase econômica em bens de consumo, a possibilidade de um governo multipartidário e a limitação do poder da polícia secreta. A reação inicial dentro do Bloco Oriental foi mista, com a Hungria de János Kádár manifestando o seu apoio, enquanto o líder soviético Leonid Brezhnev e outros ficaram preocupados sobre as reformas de Dubcek, que temiam que poderia enfraquecer a posição do Bloco de Leste durante a Guerra Fria. Em 3 de agosto, os representantes da URSS, Alemanha Oriental, Polônia, Hungria, Bulgária e Tchecoslováquia reuniram-se em Bratislava e assinaram a Declaração de Bratislava, que afirmava a fidelidade inabalável ao marxismo-leninismo e ao proletarianismo internacional, e declararam uma luta implacável contra a ideologia "burguesa" e todas as forças anti-socialistas.
Na noite de 20-21 de agosto de 1968, os exércitos do Bloco Oriental de quatro países do Pacto de Varsóvia - a União Soviética, Bulgária, Polônia e Hungria - invadiram a Tchecoslováquia. A invasão foi seguido por uma onda de emigração, incluindo uma estimativa de 70 mil tchecos inicialmente em fuga, com o total eventualmente atingindo 300.000. Em abril de 1969, Dubček foi substituído como primeiro-secretário por Gustáv Husák, e um período de "normalização", começou. Husák reverteu todas as reformas de Dubček, eliminando do partido os membros liberais, demitindo oponentes de cargos público, restabelecendo o poder autoritário das autoridades policiais, tentando recentralizar a economia e reinstalando a censura política na mídia e a remoção de pessoas não consideradas de "total confiança política". A imagem da União Soviética sofreu consideravelmente, especialmente entre os movimentos estudantis ocidentais inspirados na "Nova Esquerda" e nos Estados não-alinhados. Mao Zedong da República Popular da China, condenou ambos os soviéticos e estadunidenses como imperialistas.

## Guerra do Vietnã
O ex-presidente dos EUA, Lyndon B. Johnson desembarcou 42.000 soldados na República Dominicana em 1965 para evitar o surgimento de "um outro Fidel Castro". Mais notável ainda em 1965, no entanto, foi a intervenção dos EUA no Sudeste Asiático. Em 1965 Johnson estacionou 22.000 soldados no Vietnã do Sul para apoiar o regime anticomunista vacilante. O governo sul-vietnamita havia sido aliado dos Estados Unidos. Os norte-vietnamitas em Ho Chi Minh foram apoiados pela União Soviética e China. Vietnã do Norte, por sua vez, apoiou a Frente de Libertação Nacional, que chamou as suas fileiras da classe trabalhadora e do campesinato do Vietnã do Sul. Buscando conter a expansão comunista, Johnson aumentou o número de tropas para 575.000 em 1968.

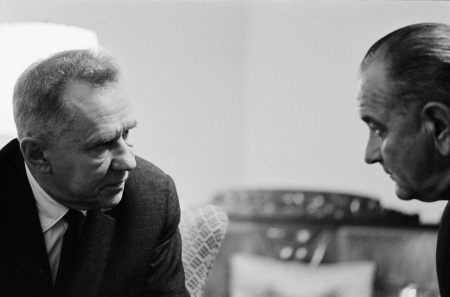
O premiê soviético Alexei Kossygin (à esquerda), com o ex-presidente dos EUA Lyndon B. Johnson, em 1967 na Conferência de Glassboro.

Apesar de nem a União Soviética nem China interviessem diretamente no conflito, eles fizeram fornecer grandes quantidades de ajuda e material para o Norte e os apoiou diplomaticamente.
Enquanto os primeiros anos da guerra tiveram baixas significativas dos EUA, o governo garantiu ao público que a guerra era vencível e faria no resultado futuro próximo em uma vitória dos EUA. A fé do público dos EUA em ver "a luz no fim do túnel" foi destruída em 30 de janeiro de 1968, quando a FLN montou a Ofensiva do Tet no Vietnã do Sul. Embora nenhuma dessas ofensivas realizadas tenham quaisquer objetivos militares, a capacidade surpreendente de um inimigo até mesmo de lançar tal ofensiva convenceu muitos nos EUA que a vitória era impossível.
Um movimento crescente pela paz vocal centrada nas universidades se tornou uma característica proeminente como a contracultura da década de 1960, que adotou uma posição antiguerra vocal. Especialmente porque foi um projeto impopular, que ameaçou enviar jovens para lutar nas selvas do Sudeste da Ásia.
Eleito em 1968, o presidente dos EUA, Richard M. Nixon começou uma política de retirada lenta da guerra. O objetivo era construir gradualmente o exército sul-vietnamita para que pudesse lutar contra a guerra por conta própria. Esta política se tornou a pedra angular da chamada "Doutrina Nixon". Quando aplicado ao Vietnã, a doutrina foi chamado de "vietnamização". O objetivo da vietnamização era permitir que o exército do Vietnã do Sul cada vez mais se preparasse para realizar a sua própria ofensiva contra a FNL e o exército norte-vietnamita.

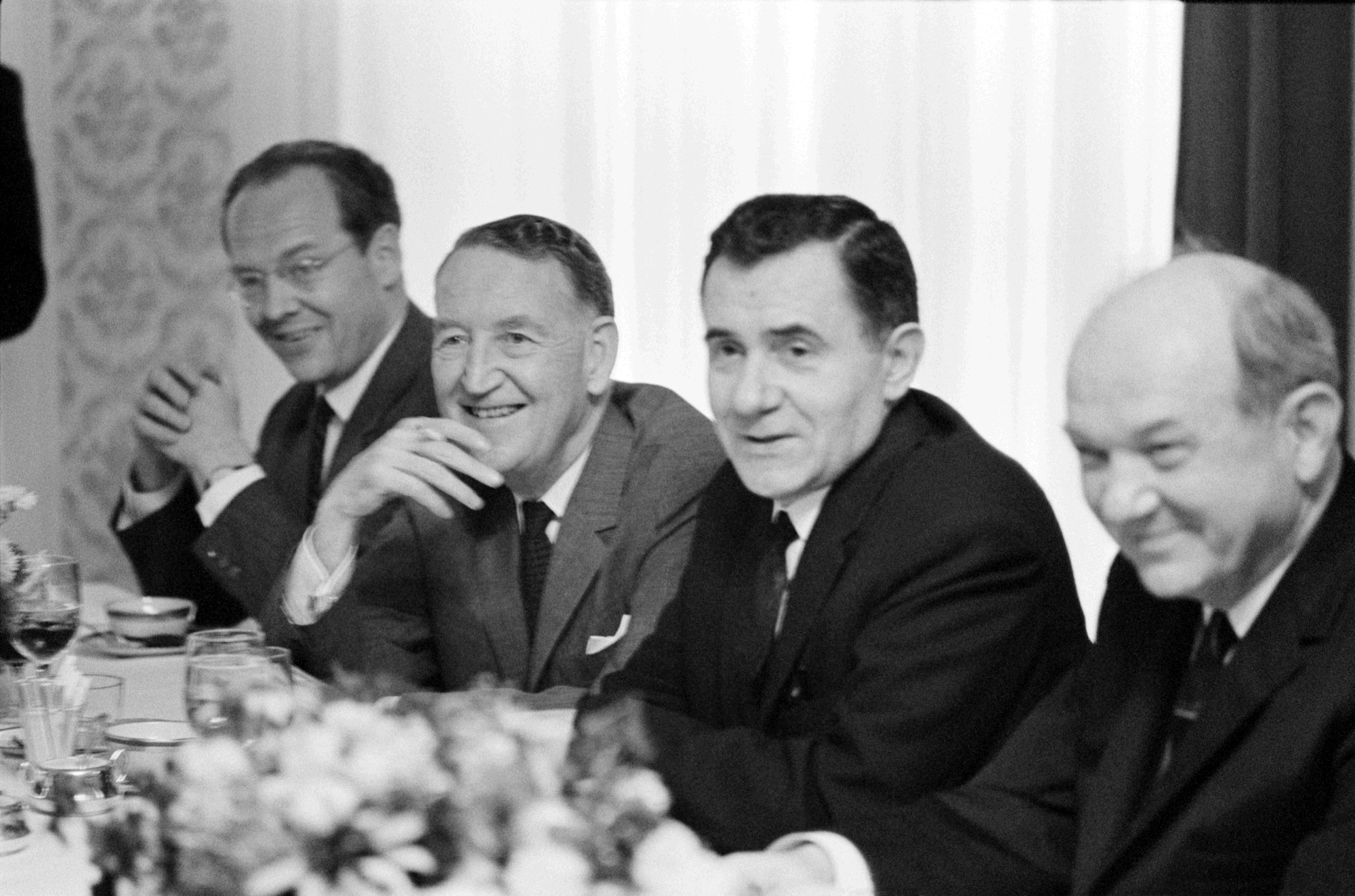
Da esquerda para a direita: Llewellyn Thompson, o Ministro do Exterior Soviético Andrei Gromiko e Dean Rusk.

Em 10 de outubro de 1969, Nixon ordenou que uma esquadra de 18 B-52 carregados com armas nucleares para a fronteira do espaço aéreo soviético, a fim de convencer a União Soviética que ele era capaz de tudo para acabar com a Guerra do Vietnã.
A moral dos EUA na condução da guerra continuou a ser um problema, sob a presidência de Nixon. Em 1969, veio à tona que o tenente William Calley, um líder de pelotão no Vietnã, liderou um massacre de civis vietnamitas um ano antes. Em 1970, Nixon ordenou incursões militares secretas no Camboja para destruir os santuários da NLF que faziam fronteira com o Vietnã do Sul.
Os EUA retiraram suas tropas do Vietnã em 1973, e o conflito terminou em 1975, quando os norte-vietnamitas tomaram Saigon, agora chamada de Cidade de Ho Chi Minh. Milhões de vietnamitas morreram em consequência da Guerra do Vietnã. As estimativas mais baixas de acidentes, com base nas demonstrações agora renunciados pelos norte-vietnamitas, são cerca de 1,5 milhões de vietnamitas mortos. O Vietnã divulgou os números em 3 de abril de 1995, que um total de um milhão de combatentes vietnamitas e quatro milhões de civis foram mortos na guerra. A precisão desses números não tem sido contestada. A estimativa oficial para os EUA no número de mortos é de cerca de 58.000, com alguns mortos e desaparecidos presumidos. Milhões de vietnamitas fugiram após o fim da guerra. Depois da guerra, milhares de vietnamitas foram arrebanhados e levados à acampamentos de "reeducação". Desde meados dos anos 1980, o Vietnã tem seguido um caminho de liberalização econômica similar à do modelo chinês, e embora ainda pobre, durante a última década do Vietnã tem sido uma das economias que mais crescem no mundo.

## A Doutrina Nixon

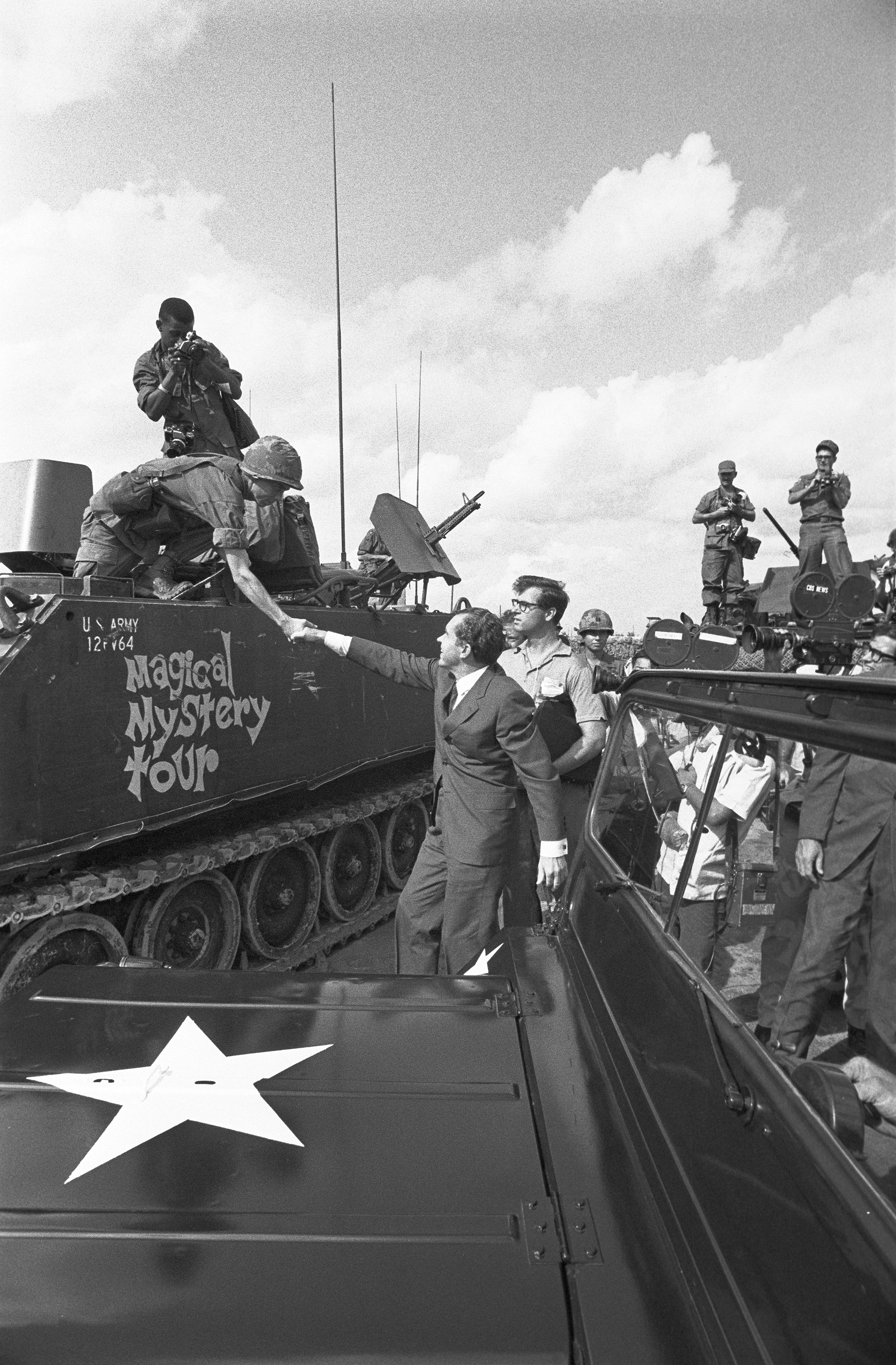
O presidente Richard Nixon cumprimenta um soldado da 1ª Divisão de Infantaria do Exército dos EUA no tanque Magical Mystery Tour durante visita a Dian, Vietnã do Sul, 30 de julho de 1969.

Nos últimos anos da administração Nixon, tornou-se claro que era o Terceiro Mundo que permanecia a fonte mais volátil e perigosa de instabilidade mundial. A política central de Nixon-Kissinger para o Terceiro Mundo era o esforço para manter um status quo estável, sem envolver os Estados Unidos muito profundamente em disputas locais. Em 1969 e 1970, em resposta à altura da Guerra do Vietnã, o presidente expôs os elementos de que se tornaram conhecidos como a Doutrina Nixon, pela qual os Estados Unidos iriam "participar na defesa e desenvolvimento de aliados e amigos", mas que deixariam a "responsabilidade básica" para o futuro desses "amigos" para a amizade dos próprios povos. A Doutrina Nixon significou um crescente desprezo pelo governo dos EUA para as Nações Unidas, onde as nações subdesenvolvidas foram ganhando influência através de seus números, e aumentando o apoio aos regimes autoritários que tentaram resistir a desafios populares a partir de dentro.
Na década de 1970, por exemplo, a CIA despejou fundos substanciais para o Chile para ajudar a apoiar e estabelecer um governo contra o desafio marxista. Quando o candidato marxista para presidente, Salvador Allende, chegou ao poder através de eleições livres, os Estados Unidos começaram a canalizar mais dinheiro para as forças da oposição para ajudar a "desestabilizar" o novo governo. Em 1973, uma junta militar apoiada pelos EUA tomaram o poder de Allende. O novo e repressivo regime do general Augusto Pinochet recebeu a aprovação quente e maior assistência econômica e militar dos Estados Unidos como um aliado anticomunista. A democracia foi finalmente restabelecida no Chile em 1989.

## Ruptura sino-soviética
O Grande Salto Adiante da República Popular da China e outras políticas baseadas na agricultura, em vez da indústria pesada desafiaram o socialismo de tipo soviético e os sinais de influência da URSS sobre os países socialistas. Como a "desestalinização" foi para a frente, na União Soviética, o fundador revolucionário da China, Mao Zedong, condenou os soviéticos de "revisionismo". Os chineses também foram ficando cada vez mais irritados por estarem constantemente no papel de número dois no mundo comunista. Na década de 1960, uma divisão aberta começou a se desenvolver entre os dois poderes, a tensão levaria a uma série de escaramuças de fronteira ao longo da fronteira sino-soviética.
A ruptura sino-soviética teve ramificações importantes no Sudeste Asiático. Apesar de terem recebido uma ajuda substancial da China durante as suas longas guerras, os comunistas vietnamitas vinham se alinhado com a União Soviética contra a China. O Khmer Vermelho tomou o controle do Camboja em 1975 e se tornou um dos regimes mais brutais da história mundial. O recém-unificado Vietnã e o regime Khmer tiveram más relações desde o início, como o Khmer Vermelho começou a massacrar a etnia vietnamita no Camboja, e em seguida, lançou incursões no Vietnã. O Khmer Vermelho se aliou com a China, mas isso não foi suficiente para evitar os vietnamitas de invadi-los e destruir o regime em 1979. Embora incapaz de salvar seus aliados do Camboja, a China reagiu aos vietnamitas invadindo o norte do Vietnã em uma expedição punitiva mais tarde nesse ano. Depois de alguns meses de intensos combates e baixas em ambos os lados, os chineses anunciaram que a operação foi concluída e se retiraram, encerrando a luta.
Os Estados Unidos desempenharam um papel menor nesses eventos, não querendo envolver-se na região após a sua derrota no Vietnã. A desintegração extremamente visível do bloco comunista desempenhou um papel importante no abrandamento das tensões sino-americanas e no progresso em direção a Détente do Leste-Oeste.

## Détentee mudança de aliança

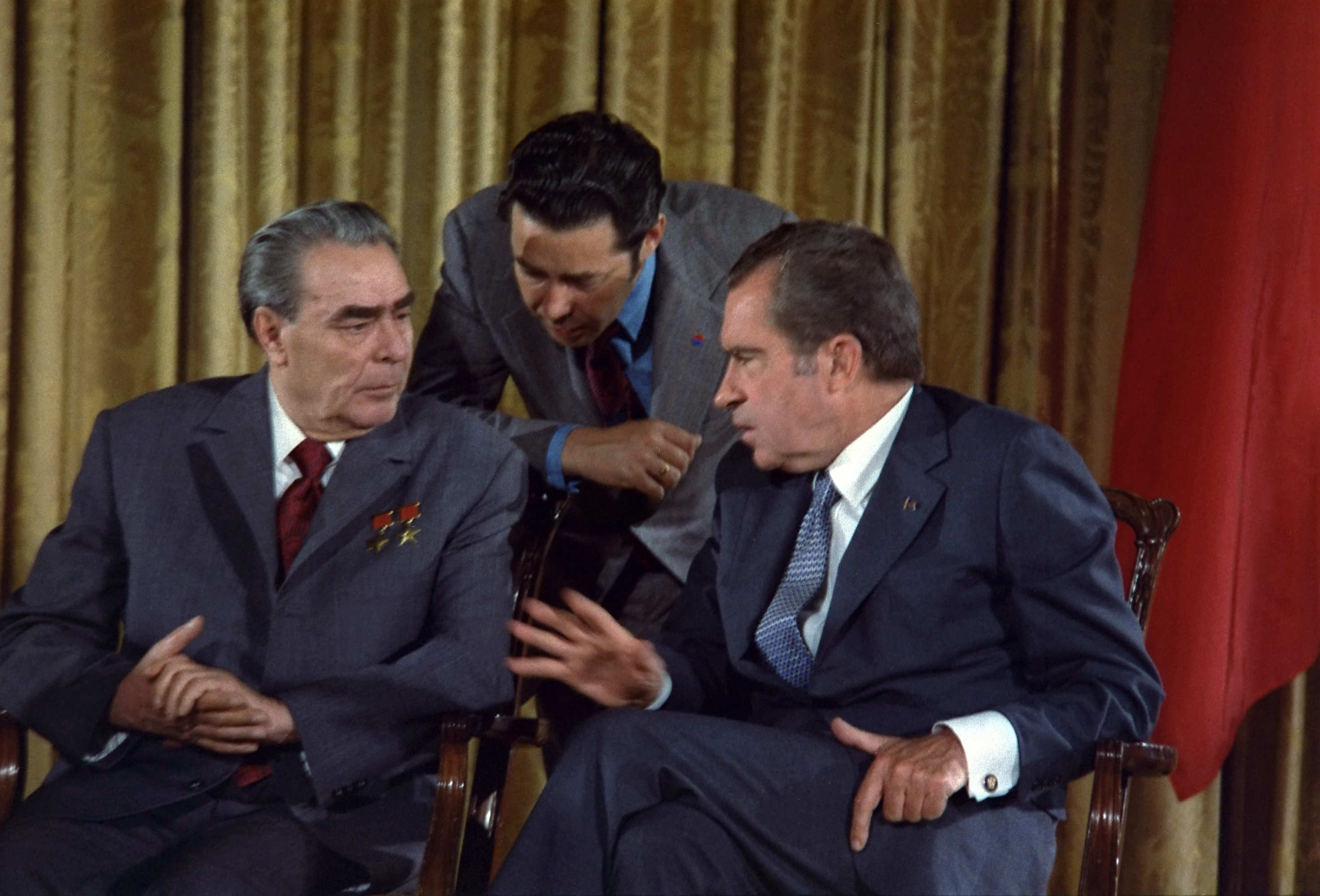
Brejnev e Nixon enquanto estavam na varanda da Casa Branca durante a visita de Brejnev, em 1973 à Washington, uma marca d’água na distensão entre EUA e URSS.

No decorrer da década de 1960 e 1970, os participantes da Guerra Fria lutam para se ajustar a um padrão novo e mais complicado das relações internacionais em que o mundo já não era dividido em dois blocos claramente opostos. A União Soviética conseguiu uma paridade nuclear áspera com os Estados Unidos. Desde o início do período pós-guerra, a Europa Ocidental e o Japão se recuperaram rapidamente da destruição da Segunda Guerra Mundial e sustentavam um crescimento econômico forte até os anos 1950 e 1960, com o PIB per capita se aproximando ao dos Estados Unidos, enquanto as economias do Bloco Oriental estagnaram-se. China, Japão e Europa Ocidental, o nacionalismo crescente do Terceiro Mundo, e a desunião crescente dentro da aliança comunista, tudo isso augurou uma estrutura multipolar e uma nova ordem internacional. Além disso, o choque do petróleo mundial 1973 criou uma mudança dramática nas fortunas econômicas das superpotências. O rápido aumento do preço do petróleo devastou a economia dos EUA levando a "estagflação" e crescimento lento.
A Détente teve benefícios tanto econômicos e estratégicos para ambos os lados da Guerra Fria, impulsionada pelo interesse comum na tentativa de verificar a disseminação e proliferação de armas nucleares. O ex-presidente dos EUA, Richard Nixon e o líder soviético Leonid Brejnev assinaram o SALT I, tratado para limitar o desenvolvimento de armas estratégicas. O controle de armas permitiu a ambas as superpotências retardar os aumentos crescentes em seus orçamentos de defesa inchados. Ao mesmo tempo, a Europa dividida começou a perseguir relações mais estreitas. A Ostpolitik do chanceler alemão Willy Brandt levaria ao reconhecimento da Alemanha Oriental.
A cooperação sobre os Acordos de Helsínquia levaram a vários acordos sobre política, economia e direitos humanos. Uma série de acordos de controle de armas como SALT I e do Tratado de Mísseis Anti-Balísticos foram criados para limitar o desenvolvimento de armas estratégicas e desacelerar a corrida armamentista. Houve também uma reaproximação entre a China e os Estados Unidos. A República Popular da China aderiu à Organização das Nações Unidas, e os laços comerciais e culturais foram iniciados, notadamente com uma viagem pioneira de Nixon à China em 1972.
Entretanto, a União Soviética concluiu tratados de amizade e cooperação com vários Estados do mundo não-comunista, especialmente entre os do Terceiro Mundo e os Estados não-alinhados.

Durante a Détente, a competição continuou, especialmente no Oriente Médio e África Austral e Oriental. As duas nações continuaram a competir uns com os outros por influência no mundo e pelos recursos do Terceiro Mundo. Houve também críticas cada vez maiores de apoio dos EUA para a o regime de Suharto na Indonésia, o regime de Augusto Pinochet no Chile, e o regime de Mobuto Sese Seko no Zaire.
A guerra no Vietnã e a crise do Watergate destruíram a confiança na presidência. Frustrações internacionais, incluindo a queda do Vietnã do Sul em 1975, a crise dos reféns no Irã, em 1979, a invasão soviética do Afeganistão, o crescimento do terrorismo internacional, e da aceleração da corrida armamentista levantaram temores sobre a política externa do país. A crise de energia, desemprego e inflação, ridicularizados como "estagflação", levantaram questões fundamentais sobre o futuro da prosperidade estadunidense.
Ao mesmo tempo, a URSS, rica em petróleo beneficiou-se imensamente, e o influxo da riqueza do petróleo ajudou a disfarçar as muitas falhas sistêmicas na economia soviética. Ao mesmo tempo, todo o Bloco de Leste continuou a sofrer estagnação maciça, de bens de consumo transformando-os em economias de escassez, levando a estagnação do desenvolvimento e a uma grande quantidade de racionamento e deficiências de qualidade.